# Olga Iwaszczenko
Olga Iljiniczna Iwaszczenko (ros. О́льга Ильи́нична Ива́щенко, ur. 30 października?/12 listopada 1906 w Odessie, zm. 1990) – radziecka działaczka partyjna.

## Życiorys
Od 1928 należała do WKP(b), w latach 1929–1933 studiowała na Wydziale Elektrycznym Kijowskiego Instytutu Politechnicznego, później była inżynierem konstruktorem, szefem Wydziału Konstruktorskiego, głównym konstruktorem Kijowskiej Fabryki Aparatury Elektrotechnicznej, w latach 1941–1944 główna inżynier w Omsku. Od 1944 do maja 1950 dyrektor fabryki „Toczelektropribor” Ludowego Komisariatu/Ministerstwa Przemysłu Elektrycznego ZSRR w Kijowie, od maja 1950 do maja 1954 II sekretarz Komitetu Obwodowego KP(b)U/KPU w Kijowie, od 27 września 1952 do 15 marca 1966 członek KC KP(b)U/KPU, w tym od 25 maja 1954 do 8 stycznia 1965 sekretarz KC KPU. Od 25 lutego 1956 do 17 października 1961 zastępca członka KC KPZR, od 4 grudnia 1957 do 16 lutego 1960 zastępca członka, a od 16 lutego 1960 do 8 stycznia 1965 członek Prezydium KC KPU, od 31 października 1961 do 29 marca 1966 członek KC KPZR, od 1965 na emeryturze. Deputowana do Rady Najwyższej ZSRR od 4. do 6. kadencji.

## Odznaczenia i nagrody
- Order Lenina (trzykrotnie)
- Nagroda Stalinowska (1951)
- Order Czerwonego Sztandaru Pracy
- Order „Znak Honoru”